# جون إل. فانس
جون إل. فانس (بالإنجليزية: John L. Vance)‏ هو مُحرِّر وصحفي ومحامي وسياسي أمريكي، ولد في 19 يوليو 1839 في غاليبوليس في الولايات المتحدة، وتوفي بنفس المكان في 10 يونيو 1921. حزبياً، نشط في الحزب الديمقراطي. وقد انتخب عضو مجلس النواب الأمريكي.